# Otok (gmina Metlika)
Otok – wieś w Słowenii, w gminie Metlika. W 2018 roku liczyła 63 mieszkańców.